# Blue Sky Studios
Blue Sky Studios è stata una casa di produzione cinematografica statunitense, specializzata nella realizzazione di film e cortometraggi d'animazione in grafica computerizzata (CGI). Era una filiale della 20th Century Animation, a sua volta una divisione di The Walt Disney Studios.
Fondata nel 1987 da Chris Wedge, Michael Ferraro, Carl Ludwig, Allison Brown, David Brown e Eugene Troubeztkoy a Greenwich (Connecticut), era famosa per aver prodotto film come L'era glaciale e Rio.
Occasionalmente, si occupava anche di integrare effetti speciali digitali nei film live-action.
Nel 2019, viene acquisita (tramite la 21st Century Fox) dal gruppo The Walt Disney Company, che effettua un cambio di gestione finanziario/creativo.
Il 10 febbraio 2021 la Disney ha annunciato la chiusura definitiva dello studio a causa di insostenibilità finanziaria, avvenuta poi nell'aprile dello stesso anno.

## Storia
I Blue Sky Studios furono fondati nel febbraio 1987 da Chris Wedge, Michael Ferraro, Carl Ludwig, Alison Brown, David Brown ed Eugene Troubetzkoy dopo che la società tecnologica per cui lavoravano chiuse i battenti. I primi clienti di Blue Sky includevano Bell Atlantic, Rayovac, Gillette e Braun, e la casa ha creato gli insetti animati per il film Joe's Apartment di MTV del 1996.
Nell'agosto 1997, la società VFX della 20th Century Fox, VIFX, acquisì una quota di maggioranza in Blue Sky e lo studio animato iniziò a lavorare sui personaggi, tra gli altri, di Alien Resurrection, Fight Club e Star Trek: Insurrection.
Nel 1998 produsse un primo cortometraggio animato chiamato Bunny, diretto da Wedge, che gli fece vincere l'Oscar al miglior cortometraggio d'animazione; questo fece entrare Blue Sky nel mondo della produzione di lungometraggi di animazione.
Nel 2002 uscì il primo lungometraggio d'animazione della Blue Sky: L'era glaciale, che ricevette un ottimo riscontro da parte della critica e dal pubblico, e una nomination al miglior film d'animazione alla 75° cerimonia degli Oscar.
Nel 2017, il film Ferdinand, diretto da Carlos Saldanha, ha ricevuto una nomination per l'Oscar al miglior film d'animazione.
Il 20 marzo 2019 la The Walt Disney Company ha acquisito lo studio attraverso l'acquisto della 21st Century Fox.
Il 9 febbraio 2021 Disney annuncia la chiusura, a partire dall'aprile successivo, di Blue Sky Studios. La biblioteca cinematografica e le proprietà intellettuali dello studio saranno mantenute dalla Disney. L'adattamento cinematografico del webcomic Nimona, originariamente previsto per il 14 gennaio 2022, è stato inizialmente cancellato . Solo nel 2023, su Netflix il film è stato pubblicato col nome della Blue Sky, visto il completamento da parte della Disney.
Ad aprile 2022 è uscito su Disney+ l'ultimo progetto dello studio, la serie animata L'era glaciale - I racconti di Scrat, mentre a gennaio dello stesso anno esce, sempre sulla piattaforma, il primo film della saga non realizzato dai Blue Sky, ma dalla Disney: L'era glaciale - Le avventure di Buck. Lo scoiattolo Scrat divenne la mascotte della Blue Sky durante i loro ultimi anni ed appariva nel loro logo di produzione.
Infine, in occasione della chiusura dello studio, su YouTube uscì un video dove Scrat riusciva finalmente a mangiare la ghianda.

## Filmografia

### Lungometraggi
- L'era glaciale (Ice Age), regia di Chris Wedge (2002)
- Robots, regia di Chris Wedge (2005)
- L'era glaciale 2 - Il disgelo (Ice Age: The Meltdown), regia di Carlos Saldanha (2006)
- Ortone e il mondo dei Chi (Dr. Seuss' Horton Hears a Who!), regia di Jimmy Hayward e Steve Martino (2008)
- L'era glaciale 3 - L'alba dei dinosauri (Ice Age: Dawn of the Dinosaurs), regia di Carlos Saldanha (2009)
- Rio, regia di Carlos Saldanha (2011)
- L'era glaciale 4 - Continenti alla deriva (Ice Age: Continental Drift), regia di Steve Martino e Mike Thurmeier (2012)
- Epic - Il mondo segreto (Epic), regia di Chris Wedge (2013)
- Rio 2 - Missione Amazzonia (Rio 2), regia di Carlos Saldanha (2014)
- Snoopy & Friends - Il film dei Peanuts (The Peanuts Movie), regia di Steve Martino (2015)
- L'era glaciale - In rotta di collisione (Ice Age: Collision Course), regia di Mike Thurmeier (2016)
- Ferdinand, regia di Carlos Saldanha (2017)
- Spie sotto copertura (Spies in Disguise), regia di Nick Bruno e Troy Quane (2019)

### Cortometraggi
- Bunny (1998)
- Gone Nutty (2002)
- Dietro le quinte del tour di zia Fanny (Aunt Fanny's Tour of Booty), (2005)
- Una ghianda è per sempre (No Time for Nuts), (2007)
- Surviving Sid (2008)
- L'era Natale (Ice Age: A Mammuth Christmas), (2011)
- L'era glaciale - La grande caccia alle uova (Ice Age: The Great Egg-Scapade), (2016)
- Scrat: Catapultato nello spazio (Scrat: Space Out), (2016)